# Naima, Tiaret
Naima là một đô thị thuộc tỉnh Tiaret, Algérie. Dân số thời điểm năm 2002 là 7.569 người.